# Убей меня трижды
«Убей меня трижды» (англ. Kill Me Three Times) — американо-австралийский фильм 2014 года. Триллер режиссёра Крива Стендерса. Экранизация была отобрана в разделе «Современное кино в мире» (Contemporary World Cinema) на Международном кинофестивале в Торонто 2014 года. Фильм был выпущен в Соединённых Штатах 10 апреля 2015 года.

## Сюжет
Орлиное гнездо, Западная Австралия. Состоятельный владелец мотеля Джек Тейлор считает, что его жена Элис завела роман. После бурной ссоры Джек нанимает Чарли Вульфа — частного детектива и наёмного убийцу. Когда Чарли возвращается с видеодоказательством измены Элис с Диланом Смитом, Джек заказывает Чарли убить её. Элис назначила встречу с дантистом Натаном Уэббом для лечения зуба, который повредил Джек, когда ударил её. Джек рассказывает Чарли, что Элис будет у дантиста. Перед отъездом к стоматологу Элис пробирается в контору Джека и забирает все деньги из сейфа.
Чарли забавляют действия Натана и его жены, администратора стоматологии, Люси, которые, накачав Элис снотворным, похищают её и в конце концов после нескольких неудач отправляют её со скалы в горящей машине. Чарли сделал компрометирующие снимки. Натан находит сумку с деньгами, украденными Элис у Джека, и забирает, прежде чем попытаться убить её. Неизвестно для всех участников, что Элис просыпается вовремя и выпрыгивает из автомобиля, прежде чем он падает и взрывается. Довольный, что Элис мертва, Чарли возвращается к Джеку для оплаты, не сказав ему, что убийство было осуществлено другими лицами. Когда Джек обнаруживает, что сейф пуст, он сразу подозревает, что Элис и Дилан обокрали его. Он убеждает Чарли о наличии больших денег в банке, и Чарли говорит, что он вернётся на следующий день.
Тем временем Натан и Люси, сфальсифицировав смерть, хотят получить страховку. Схема мошенничества осуществлена путём подмены зубной карты Элис на зубную карту Люси в надежде обмануть страховщиков, заставив поверить, что Люси погибла в огненной автокатастрофе. Брюс Джонс, продажный полицейский, сразу распознаёт, что это действия Натана, и впечатлён, что он способен на убийство своей жены, поэтому требует половину выплат по страховке за молчание. В то же время Чарли анонимно шантажирует Натана изображениями похищения и убийства Элис. Люси толкает Натана, чтобы он заплатил шантажисту и покончил с этим, и он нехотя назначает встречу.
Дилан приходит к Джеку и убивает его. Чарли встречается с Натаном, который считает себя в безопасности от вреда, потому что он единственный, кто может забрать деньги по страховке. Натан удивляется, когда Чарли устраивает сюрприз, стреляя в него. Перед смертью Натан открывает местонахождение денег, которые он нашёл во время похищения Элис. Чарли возвращается, чтобы забрать деньги от Джека, и обнаруживает его труп. В то же время полицейский Брюс наталкивается на Чарли на месте преступления. Чарли убивает Брюса и уезжает, после чего пробирается в дом Люси, но оказывается, что они работают вместе.
Люси расстроилась, что Чарли убил Натана, ибо теперь она больше не может получить деньги по страховке за её сфальсифицированную смерть. Чарли говорит, что он не будет разделять оставшиеся деньги с ней, и уходит, перед этим сказав, что она теперь унаследует мотель Джека, так как он был её братом. Приезжает Дилан, наводит пистолет на Чарли, но  в этот момент Люси и Чарли начинают спорить об убийстве Элис, что запутывает Дилана. Дилан стреляет в Чарли, но тот отклоняет его руку, и пуля убивает Люси. Чарли ранит Дилана и готовится убить его, но выжившая Элис подкрадывается к Чарли сзади и сбивает его с парапета, где он насаживается на арматуру. Элис и Дилан вместе с деньгами покидают место преступления, в этот момент Чарли звонят, и он слабо отвечает по телефону, чтобы заверить клиента, что скоро приедет.

## Главные роли
- Саймон Пегг — Чарли Вулф
- Алиса Брага — Элис (Алиса) Тейлор
- Салливан Стэплтон — Натан Уэбб, хирург-стоматолог с карточным долгом
- Тереза Палмер — Люси Уэбб, жена и секретарша Натана
- Люк Хемсворт — Дилан Смит
- Каллэн Мулвей — Джек Тэйлор[3]
- Брайан Браун — Брюс Джонс, продажный полицейский

## Производство
Съёмки фильма начались в сентябре 2013 года в городе Перт. Съёмки проходили в различных местах Западной Австралии, в том числе винодельческой области Маргарет-Ривер. Постпродакшн был сделан в городе Виктория.
Сценарий был написан ирландским сценаристом Джеймсом МакФарландом (его первый сценарий). История рассказывается с трёх различных точек зрения.

## Кинопоказ
Фильм был впервые показан на международном кинофестиваль в Торонто в сентябре 2014 года, затем в Великобритании на Лондонском кинофестивале в следующем месяце. Затем он был показан в США для ограниченной аудитории в апреле 2015 года. В августе 2015 года фильм был показан одновременно в 3 главных городах Австралии, а именно в Сиднее, Мельбурне и Перте, прежде чем был выпущен на DVD, VOD, и iTunes 9 сентября 2015 года.

## Отзывы и критика
Фильм Убей меня трижды получил отрицательные отзывы критиков. На Rotten Tomatoes фильм имеет рейтинг 11 % на основе 47 отзывов со средним баллом 3.9/10. Критический консенсус сайта гласит: сюжет фильма «Убей меня трижды» не может предложить ничего интересного для зрителей.
По версии metacritic, фильм имеет 30 баллов из 100 на основе 20 критических отзывов, большинство из которых отрицательные.
Джастин Чанг из журнала Variety рассказал о Пегге и фильме «Саймон Пегг играет ошеломлённого киллера у Крива Стендерса в нудном произведении „Австралийский нуар: кровавая баня“».
Дэвид Руни из The Hollywood Reporter назвал кинокартину смузи, как будто поместили работы Квентина Тарантино, Роберта Родригеса и братьев Коэнов в блендер, вместе с фильмом Мартина Макдонаха Семь психопатов.
Константин Игнатущенко написал отрицательную рецензию в газете «Новый взгляд» и отметил, что шутки смешны лишь самим авторам, а сам фильм представляет собой утомительное и со временем раздражающее своей глупостью зрелище. Единственным светлым пятном в фильме является персонаж Брайана Брауна и неплохой саундтрек Джонни Клаймека, отдающий духом «The Ventures».
Ольга Дадыкина на сайте fashiontime.ru оценила фильм весьма положительно, благодаря актёрскому мастерству Саймона Пегга, и считает, что кинокартина справляется со своей главной задачей — она развлекает зрителя.
Максим Марков на сайте ridus.ru отметил, что картина выходит, минуя кинотеатры, и на один вечер после трудного рабочего дня вполне даже сгодится
.

### Награды
Джеймс МакФарланд был номинирован за лучший оригинальный сценарий на 5 Награде AACTA, но проиграл сценарию Роберта Коннолли и Стива Уорленда к кинокартине Бумажные самолёты, оригинальное название Paper Planes.